# Norodom Suramarit
Norodom Suramarit (6. marts 1896 – 3. april 1960) var konge af Cambodja fra 3. august 1955 til 3. april 1960.
Suramarit var en fætter til kong Sisowath Monivong og giftede sig med hans datter Sisowath Kossamak. Ved Monivongs død i 1941 blev Suramarits søn Norodom Sihanouk konge. I 1955 abdicerede Sihanouk og satte sin far på tronen.